# Pieve di San Martino (Batignano)

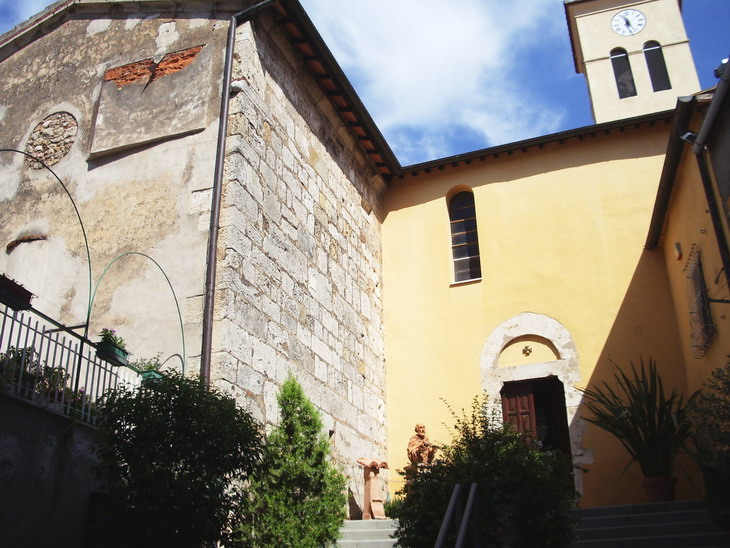
Fianco destro della pieve

La pieve di San Martino è un edificio religioso situato a Batignano, nel comune di Grosseto, Toscana.

## Storia
La chiesa sorse nel corso del XII secolo e fu costruita con materiali di recupero di epoca romana e altomedievale provenienti da edifici della vicina città di Roselle.
Nel corso dei secoli successivi, l'edificio religioso ha subito varie ristrutturazioni, tra cui è da segnalare un intervento in epoca rinascimentale che ne ha modificato la pianta.
Infine, nel XIX secolo furono effettuati restauri all'interno, con l'eliminazione di alcuni altari che erano stati aggiunti in epoca barocca; tra il 1960 e il 1966 furono eseguiti altri interventi con l'eliminazione di alcuni intonaci per far riemergere tracce di affreschi tardomedievali e rinascimentali.

## Descrizione
La pieve di San Martino a Batignano, originariamente a navata unica, si presenta adesso con un impianto a croce greca dovuto alla ristrutturazione avvenuta in epoca rinascimentale. La facciata è rivestita da un intonaco che nasconde l'originario tessuto murario; sopra il portale centrale si apre un oculo.
Un'altra porta d'ingresso si trova su un fianco laterale, preceduta da una breve scalinata, ed è sormontata da un architrave in travertino dove poggia un arco a sesto acuto in conci di pietra. Questa è la parte più antica dell'edificio, corrispondente all'interno alla cappella della Madonna delle Grazie dove si trova un altare barocco, nella nicchia è collocata un'immagine della Vergine.
L'interno, illuminato da 4 monofore, si presenta con la navata suddivisa in quattro campate e due cappelle laterali (una delle quali la già citata della Madonna delle Grazie) ricavate nei due bracci della croce greca. Sulle pareti emergono tracce di alcuni affreschi di scuola senese, risalenti alla fine del XIV secolo e al XV secolo.
Il monumentale battistero marmoreo fu realizzato nel periodo rinascimentale, con l'aggiunta successiva della cupola a base esagonale.
La statua lignea di san Michele Arcangelo è un'opera di scuola senese del XVII secolo, originariamente collocata nel perduto oratorio di Batignano dedicato al santo.
Nella chiesa sono conservate anche le reliquie di padre Giovanni Nicolucci da San Guglielmo, uno dei fondatori del vicino convento di Santa Croce, ivi trasferite a seguito della soppressione napoleonica del vicino convento.
Infine, sono da segnalare anche una serie di opere d'arte di epoca moderna, tra cui spiccano alcune opere ottocentesche, una statua di san Martino vescovo, collocata nei pressi del fonte battesimale, e due tele raffiguranti san Giuseppe e l'Immacolata Concezione.

## Galleria d'immagini

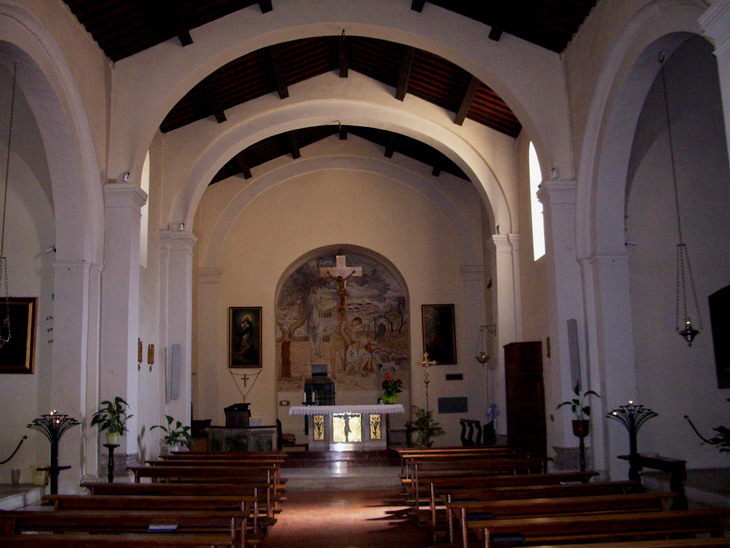
Interno della pieve
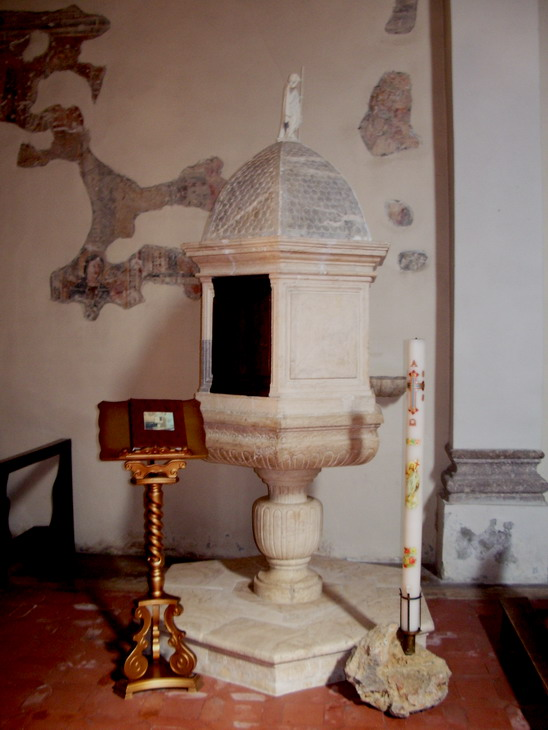
Fonte battesimale
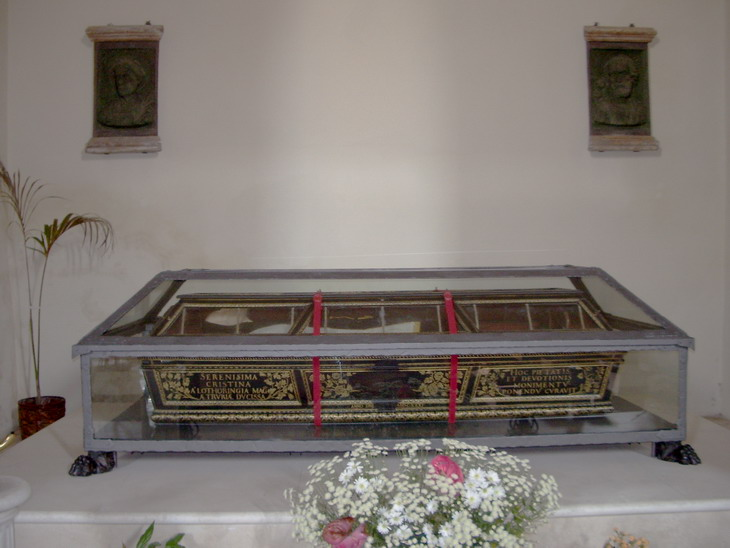
Cappella sinistra
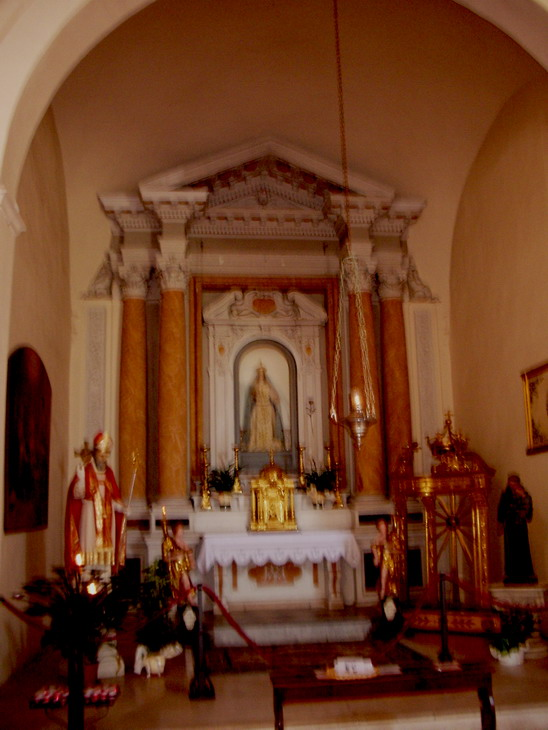
Cappella destra